# Franz Tomaselli
Pour les articles homonymes, voir Tomaselli.
Franz Tomaselli (né le 14 avril 1801 à Salzbourg et mort le 19 octobre 1846 à Agram) est un acteur et chanteur autrichien.

## Biographie
Franz Tomaselli est un fils de Giuseppe Tomaselli et de sa deuxième épouse Antonia Honikel; Carl, Ignaz et Katharina sont ses frères et sœurs. Il reçoit ses premières leçons artistiques, comme ses frères et sœurs, de son père.
Il rejoint ensuite différentes compagnies de théâtre. Lors d'une représentation, il rencontre Joseph Schreyvogel, qui l'engage immédiatement. En février 1822, Tomaselli fait ses débuts avec succès au Hoftheater de Vienne. Il en est membre jusqu'en 1826. À cette époque, Tomaselli a de plus en plus de rôles comiques, de sorte qu'en 1826 il devient le successeur de Karl von Zahlhas au Théâtre de Leopoldstadt.
En 1838, Tomaselli fait une vaste tournée dans presque tous les grands théâtres provinciaux d'Autriche. Au printemps 1842, Tomaselli revient à Vienne et signe de nouveau avec le Théâtre de Leopoldstadt.
À partir de 1844, il fait une autre grande tournée, mais n'obtient pas le même succès que précédemment. Tomaselli meurt au cours de cette tournée à Agram, où il est enterré.

## Rôles
- Un soldat dans Die Ahnfrau (Franz Grillparzer)
- Lorenz dans Das Mädchen aus der Feenwelt oder Der Bauer als Millionär (Ferdinand Raimund)
- Habakuk dans Der Alpenkönig und der Menschenfeind (Ferdinand Raimund)

## Source de la traduction
- (de) Cet article est partiellement ou en totalité issu de l’article de Wikipédia en allemand intitulé « Franz Tomaselli » (voir la liste des auteurs).